# Isabel de Sabran
Isabel de Sabran (1297-1315) fue infanta de Mallorca, señora de Ansouis y de Matagrifon, princesa de Acaya.

## Biografía
Nace en 1297. Hija de Isnard de Sabran, Señor de Ansouis (m. 1297) y de Margarita de Villehardouin de Matagrifon, Señora de Matagrifon y de Katochi (1266-1315). Margarita pertenecía a una de las familias que participaron en las cruzadas y que heredaron el título de príncipes de Acaya.

## Matrimonio
Isabel de Sabran se casó con Fernando de Mallorca, hijo de Jaime II de Mallorca y de Esclaramunda de Foix en 1314.  Tuvieron un hijo a que llamaron Jaime (futuro Jaime III de Mallorca) en 1315. Pocos meses después del nacimiento de su hijo mueren Isabel (7 de mayo de 1315) y Fernando (5 de julio de 1316). El infante viaja a Mallorca para ser tutelado por su abuela doña Esclaramunda de Foix, reina viuda de Mallorca.
- Datos: Q2289061